# Dois Vizinhos Esporte Clube
O Dois Vizinhos Esporte Clube é um clube de futebol brasileiro fundado em 1995. Sua sede está localizada na cidade de Dois Vizinhos, no estado do Paraná.

## Títulos

### Estaduais
- Campeão Paranaense da Terceira Divisão: 2002